# هومر
هومِر (در زبان یونانی: Ὅμηρος هُمرُس) یا هُمِر شاعر و داستانسرای یونانی بود. تصور می‌شود که در قرن هشتم یا هفتم پیش از میلاد در یونان زندگی می‌کرده است (بعضی این تاریخ را ۲۰۰۰ سال ذکر کرده‌اند). این تنها چیزی است که دربارهٔ هومر می‌دانیم. تنها آثار به جا مانده از وی، دو گلچین شعر به نام‌های ایلیاد و ادیسه است. همهٔ آنچه که ما دربارهٔ تاریخ و افسانه‌های یونان باستان می‌دانیم از موضوع‌های همین شعرها گرفته شده است. اخلاقیاتی که او در آثارش تبیین کرد به‌طور گسترده توسط یونانیان پذیرفته و اجرا شدند. نهضت طبیعت‌گرا در نقد تبیین او از ساختار اشیاء و آنچه برایشان رخ می‌دهد به وجود آمد.

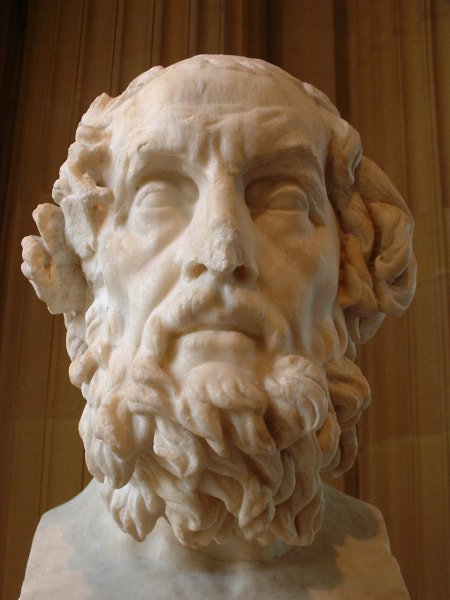
سردیسی از هومر در موزه لوور. این سردیس یک کپی رومی (در سده دوم) از روی پیکره اصلی یونانی مربوط به سده دوم پ.م. است.

## زندگی
زندگی او را در حدود سدهٔ هشتم ق.م. نوشته‌اند. معروف است که در پایان زندگی نابینا شد و از شهری به شهری می‌رفت و اشعار رزمی خود را به نوای چنگ می‌خواند. هرودوت با قاطعیت نوشته است که داستان‌سرایی بنام هومِر وجود داشته که در قرن نهم ق.م. می‌زیسته است. هومِر از اهالی ناحیه اسمیرنا یونان بوده که وقایع مربوط به جنگ تروآ را جمع‌آوری کرده و با افسانه و جنبه‌های مافوق انسانی آمیخته است.
کسنوفانس فیلسوف معاصر داریوش کبیر از هومر انتقاد می‌کرد که خدایان را مانند انسانها و با نیات و شهوات انسانی به تصویر کشیده است.

## ایلیاد و ادیسه
ایلیاد و ادیسه اشعاری روایی هستند و هر یک صدها صفحه حجم دارند و قصهٔ ایزدان و پهلوانان یونانی را تعریف می‌کنند. موضوع اصلی ایلیاد داستان جنگ تروا را تعریف می‌کند. ایلیاد علاوه بر قهرمانان جنگاوری چون آشیل، آیاس، هکتور، اودیسئوس و بسیاری از ایزدان کوه المپ و مسئولیت‌های متعدد، عادات و ضعف‌های اخلاقی آنان را وصف می‌کند. اُدیسه، دربارهٔ سرگذشت ده سال سفر و ماجراهایی را که اودیسئوس قهرمان یونان، هنگام بازگشت از جنگ تروا به سوی منزل با آن‌ها روبرو گردید، بازگو می‌کند. هر چند این منظومه بیشتر ماجرای چهل روز آخر سفر او را شرح می‌دهد. ادیسه منظومه‌ای دربارهٔ دریا و خشکی است و به قلمرو افسانه‌ها می‌پردازد، حتی جهان زیرزمین، سیکلوپها، سیرن، خاروبدیس و سکولا را معرفی می‌کند. ایلیاد و ادیسه منبع اصلی ما برای شناخت اساطیر یونانی هستند.

## اخلاق هومری
اخلاق هومری نظام اخلاقی مبتنی بر داستان‌های اساطیری یونان باستان بود که هومر آن را بنیان نهاد و به‌طور گسترده توسط یونانیان اجرا و به رسمیت شناخته شد. فضائل اخلاق هومری را می‌توان با استناد به شخصیت‌های برجستهٔ آثار او درک کرد. بخشی از فضائل مانند ثروت و قدرت خانوادگی انتسابی هستند و خارج از حوزه تسلط فرد قرار دارند. مواردی از فضائل مانند برتری نسبت به دیگران باید توسط خود فرد کسب و حفظ شوند. از مهم‌ترین فضائل موجود، می‌توان به شرف یا تیمه اشاره کرد. قهرمانان هومری باید نسبت به دیگران هم دغدغه‌مند باشد. کسی که اخلاقیات هومری را بپذیرد دچار تعارض‌هایی می‌شود.

## انتقادات
در آثار هومر طبیعت و ساختار اشیاء در تبیین آنچه برایشان رخ می‌دهد نقش مهمی ندارند. او معمولاً فاعلیت الهی خارجی‌ای برای رویدادهای طبیعی (از ایجاد موج تا طاعون گرفتن انسان) قائل می‌شود. طبیعت‌گرایان معتقد بودند تبیین هومر به دلیل عدم اطلاع کافی‌اش از مواد سازنده یا فرایندهای به وجود آورندهٔ اشیاء بوده است. آنان با تبیین هومر مخالف بودند و برای فهم ساختار اشیاء و آنچه برایشان روی می‌دهد به تبیین طبیعت آنان متوسل شدند.